# Sedmý hřích
Sedmý hřích (v anglickém originále Original Sin) je americký filmový thriller z roku 2001. Režisérem filmu je Michael Cristofer. Hlavní role ve filmu ztvárnili Antonio Banderas, Angelina Jolie, Thomas Jane, Jack Thompson a Gregory Itzin.

## Obsazení
| Antonio Banderas      | Luis Vargas                |
| Angelina Jolie        | Julia Russell/Bonny Castle |
| Thomas Jane           | Walter Downs/Billy         |
| Jack Thompson         | Alan Jordan                |
| Gregory Itzin         | Colonel Worth              |
| Pedro Armendáriz, Jr. | Jorge Cortes               |
| James Haven           | Faust                      |
| Allison Mackie        | Augusta Jordan             |